# Arsène Louviau
Arsène Louviau (8 de novembre de 1898 – 1964) va ser un jugador d'escacs belga.

## Biografia
Arsène Louviau va ser un dels principals jugadors d'escacs de Bèlgica des de finals de la dècada de 1910 fins a finals de la dècada de 1920. El 1919, a Brussel·les va participar en el Torneig Nacional d'Escacs. L'any 1921, a Brussel·les, Arsène Louviau va participar al 1r Congrés d'escacs belga i es va classificar en 5è lloc.
Arsène Louviau va jugar per Bèlgica a les Olimpíades d'escacs:
- El 1927, al tercer tauler de la 1a Olimpíada d'escacs a Londres (+2, =5, -8).